# Matrah
Matrah (arabul مطرح – Maṭraḥ, másképp Maţraḩ) város Omán északi részén, az Ománi-öböl partvidékén, Maszkat kormányzóságban. A fővárost, Maszkatot északnyugatról határoló, azzal egybeépült kikötőváros. A 2003-as népszámlálás szerint lakosainak száma 153 526 fő, ezzel az ország harmadik legnépesebb települése volt esz-Szíb és Szalála után.
Matrah az elmúlt évszázadokban is virágzó kereskedőváros volt, saját kereskedelmi flottával. A közeli olajmezők feltárását követően a régió legjelentősebb kikötővárosa lett. Fő idegenforgalmi látványossága a fallal kerített óváros, a Szúr el-Lavátia, és a hagyományos matrahi bazár. A város közelében egy 16. századi portugál erőd látható.